# 不感地帯

ナショナル・レディオ・クワイエット・ゾーンに設置されている、ロバート・バード・グリーンバンク望遠鏡

不感地帯（ふかんちたい、英語：Radio Quiet Zone、RQZ）は、電波の届かない地域あるいは電波の送信が規制されている地域。

## 概要
不感地帯とは、電波の届かない地域で山間部や人家のまばらな地域で非意図的に存在する例や、電波天文学において携帯電話や電子機器による電波障害を避けるためのナショナル・レディオ・クワイエット・ゾーンや無線通信の傍受を避ける目的の無線封鎖のように、意図的に無線機の設置や使用を制限する領域が設定される例もある。また、周波数によっても中波や短波、超短波は届くが、直進性の高い極超短波は届かないという例も多々ある。

### スキップゾーン
送信地点から見通せる範囲と電離層での反射によって、電波が到達する領域との中間に生じる。
見通し距離で伝わる直接波、または地表に沿って伝わる地表波はある距離で急激に減衰する。また、送信元から出た電波が電離層に反射して最初に地上へ戻ってくる地点が直接波や地表波の距離より遠いと電波を受信できない領域が発生する。これがスキップゾーンである。

### 無線封鎖
無線通信の傍受を避けるため、無線機の使用が制限される。

## 不感地帯の対策
携帯電話の基地局であれば増設したり、地下街や地下鉄の車内であればフェムトセルのような小規模な基地局を設置したり、漏洩同軸ケーブルを使用して電波を伝送することによって解決する。